# Pomacentrus vatosoa
Pomacentrus vatosoa är en fiskart som beskrevs av Benjamin W. Frable och Yi-Kai Tea 2019. Arten ingår i släktet Pomacentrus och familjen Pomacentridae.

## Utseende
Pomacentrus vatosoa har en pärlemorskimrande vit kropp med en stor och tydlig svart fläck mitt på kroppen strax över och bakom bröstfenan. De individer som hittats och mätts är mellan 4,3 och 5 cm långa.

## Utbredning
Arten upptäcktes vid ön Nosy Faho i Madagaskar och insamlades vid ett grunt rev på 15-20 meters djup. Inget är känt om hur stort dess utbredningsområde är, men antas främst vara begränsat till Madagaskar.

## Släktskap
Den art som tros vara närmast släkt med Pomacentrus vatosoa är Pomacentrus atriaxillaris.

## Etymologi
Vatosoa betyder "vacker sten" på det lokala språket malagassiska.